# Гаганец, Иосиф
Иосиф Гаганец (словац. Jozef Gaganec, русин. Осиф Ґаґанець; 25 марта 1793 года, Вышний Творожец — 22 декабря 1875 — украинский (русинский) церковный деятель, второй епископ Пряшевской греко-католической епархии в 1843—1875 годах.

## Жизнеописание
Родился 25 марта 1793 года в Вышнем Тварожце (сегодня Словакия). 8 марта 1817 года рукоположен в священники Мукачевской греко-католической епархии. 30 января 1843 года Апостольский Престол подтвердил его епископом Пряшевской греко-католической епархии. Епископская хиротония состоялась 25 июня 1843 года. Главным святителем был епископ мукачевский Василий Попович, а сосвятителями — титулярный архиепископ Кесарии Каппадокийской мехитарист Аристарх Азарян и епископ епархии Санкт-Пельтен Иоганн Михаэль Леонгард.
По поручению кардинала Яноша Щитовского 18-27 сентября 1856 года в сопровождении крылошанина Александра Духновича провел визитацию василианских монастырей Свято-Николаевской провинции на Закарпатье, а с 11 по 14 августа 1858 года по поручению кардинала Фридриха Шварценберга с крылошанином Александром Духновичем и секретарем Виктором Ладомирским совершил визитацию галицких василианских монастырей и 16-20 августа 1858 председательствовал на провинциальной капитуле в Добромиле.
Скончался в Пряшеве 22 декабря 1875 года.

## Награды
- Командорский крест ордена Франца Иосифа (1854)[2]